# Skawennati
Skawennati est une artiste multimédia mohawk, qui vit et travaille à Montréal. 
Elle est connue pour ses travaux en ligne qui explorent les cultures autochtones contemporaines, et ce à quoi la vie autochtone pourrait ressembler dans un avenir inspiré par la science-fiction,. Skawennati crée des œuvres qui abordent des notions d’histoire, d’avenir, et de changement d’un point de vue autochtone. Elle est reconnue pour ses machinimas – des films réalisés dans des environnements virtuels – mais produit également des images fixes et des sculptures. Son travail, plusieurs fois récompensé, est présent dans des collections publiques et privées.

## Biographie
Née à Kahnawake, territoire Mohawk, Skawennati détient un baccalauréat en beaux-arts de l'Université Concordia à Montréal, où elle vit. Elle codirige également Skins, un atelier pour les jeunes orienté vers les médias numériques et la culture autochtone. En 2015, AbTeC a lancé IIF, l'« Initiative for Indigenous Futures ». Skawennati, Skawennati Tricia Fragnito, est née dans la réserve mohawk de Kahnawake, au Québec, qui abrite une importante concentration d’artistes et de commissaires mohawks. Elle a grandi dans la banlieue de Châteauguay. En 1992, elle obtient un baccalauréat en arts visuels et en 1995, un diplôme d'études supérieures en gestion d'organismes culturels de l'Université Concordia à Montréal. Après l'obtention de ce diplôme, elle occupe son premier poste au centre d'artistes Oboro à Montréal. Récipiendaire de nombreux prix, Skawennati est représentée par la galerie Ellephant et ses œuvres font partie de plusieurs collections publiques et privées dont le Musée national des beaux-arts du Québec.
Skawennati est la cofondatrice du collectif d'artistes Nation to Nation et co-directrice, avec Jason Edward Lewis, du réseau d'artistes et de chercheurs Aboriginal Territories in Cyberspace (AbTeC). AbTeC est basé à l'Institut Milieux pour les arts, la culture et la technologie de l'Université Concordia à Montréal,. Ce groupe de recherche a pour objectif d’assurer la présence des peuples autochtones sur les pages Web, les environnements en ligne, les jeux vidéo, et les mondes virtuels qui composent le cyberespace. En 2019, Skawennati est invitée à prendre part au programme Indigenous Knowledge Holder à l'Université McGill.
Elle est une des cofondatrices du premier centre d'artiste autochtone au Québec, le Centre d'art daphne. Le centre est cofondé avec les artistes Caroline Monnet, Hannah Claus et Nadia Myre.

## Œuvres
Skawennati aborde les thèmes de l'histoire, du futur et du changement avec une perspective autochtone à travers ses œuvres en arts médiatiques. Ses projets nouveaux médias novateurs incluent la galerie virtuelle/espace de clavardage CyberPowWow (1997-2004), le voyage dans le temps grâce à la poupée de papier Imagining Indians in the 25th Century (2001) et les machinimas TimeTraveller ™ (2007-2013), She Falls For Ages (2017) et The Peacemaker Returns (2017). Ces œuvres furent présentées dans plusieurs expositions internationales majeures, incluant Uchronia | What If ?, dans le HyperPavilion de la 57e Biennale de Venise ; On Desire à la B3 Biennale of the Moving Image, Francfort, Allemagne ; Now? Now! à la Biennale des Amériques ; Looking Forward (L’Avenir) à la Biennale de Montréal et Changing Hands: Art Without Reservation 3 au Museum of Art and Design de la ville de New York. Dans une entrevue pour l'exposition Changing Hands: Art Without Reservation 3 au Musée des arts et du design de New York, Skawennati souligne le caractère anonyme et figé dans le passé des images représentant les autochtones et dit vouloir contribuer à l'imagination de ses pairs dans l'avenir.
Skawennati est l'une des premières récipiendaires de la bourse de résidence pour commissaires autochtones, créée en 1997 par le Conseil des arts du Canada. En 2001, elle crée Imagining Indians in the 25th Century pour l'exposition Storybook Story, organisée par Luanne Martineau au musée d'art de Calgary.

### CyberPowWow
CyberPowWow (en) est le premier grand projet en ligne de Skawennati avec le collectif d'artistes Nation to Nation. Il s'agit d'une galerie d'art numérique en ligne ayant accueilli quatre expositions entre 1997 et 2004. Des vernissages pour chacun de ces événements ont été organisés à travers le Canada dans des centres d'artistes et des institutions telles que la galerie Walter Phillips (en) et le Centre des arts de Banff (en). CyberPowerWow a été conçu comme un espace d'autodétermination autochtone dans le cyberespace. Le projet a été réalisé dans un logiciel de clavardage graphique, The Palace (en), dans lequel des artistes autochtones ont été invités à créer des œuvres visuelles, textuelles et performatives,.

### TimeTraveller

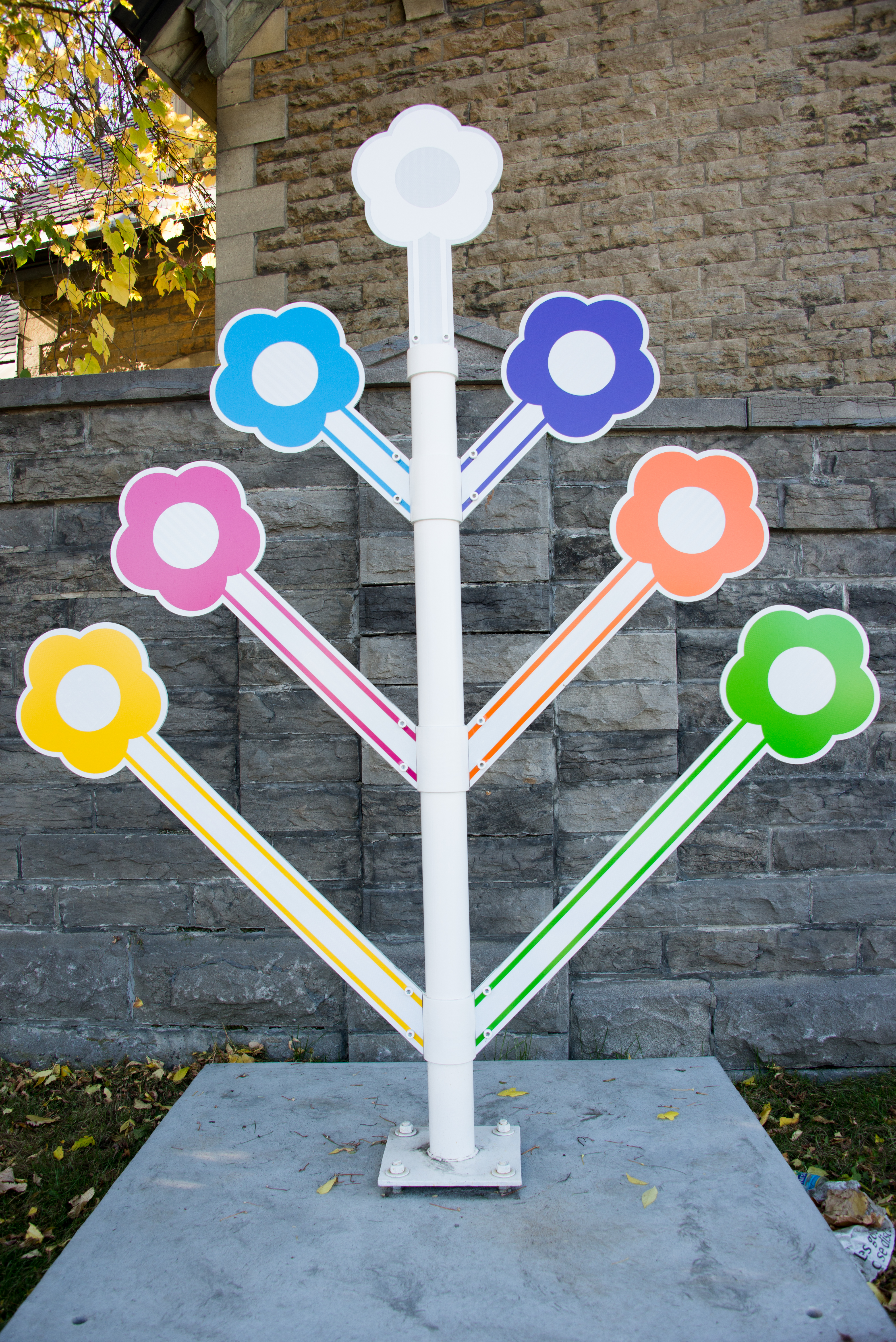
The Celestial Tree.

TimeTraveller est une série de neuf machinimas réalisés dans le jeu Second Life. Les divers épisodes relatent le décès de la sainte Mohawk Kateri Tekakwitha, l’insurrection des Dakota Sioux de 1862, la crise d’Oka de 1990 et d’autres événements marquants de l’histoire des peuples autochtones. Cette œuvre multiplateforme présente une forme de résistance aux stéréotypes pan-indiens. En outre, elle met en lumière les biais de l'histoire occidentale et de ses interprétations des relations entre peuples autochtones et européens.

### She Falls for Ages
She Falls for Ages est un machinima que Skawennati présente dans le cadre de son exposition solo Tomorrow People au centre d'artistes Oboro à Montréal en 2017. She Falls for Ages raconte une histoire de création Haudenosaunee en s'inspirant des codes de la science-fiction et en employant une esthétique futuriste et des couleurs vives,.

### Artist for the Ethical Treatment of Humans
Artist for the Ethical Treatment of Humans est une réponse à la campagne publicitaire de PETA (People for the Ethical Treatment of Animals) Fur is Dead. Dans la campagne, PETA compare la fourrure à des poils pubiens de femme, les jugeant peu attrayant. Skawennati, indignée par la campagne, crée des cartes postales glorifiant les poils pubiens et les distribue dans des émetteurs de cartes postales gratuites à San Francisco, Toronto, New York, Montreal, Amsterdam et Lintz.

### Thanksgiving Address Greetings to the Technological World
Cette œuvre a été créé avec Jason E. Lewis en hommage à l'oration d'action de grâce Iroquoise. Dans cette dernière, le peuple Iroquois remercie entre autres la terre, l'eau, l'herbe médicinale et l'éclair. Skawennati et Lewis ont créé un film où, entourés de nourriture typique de l'action de grâce, ils remercient à leurs tour les avances technologiques. Lorsqu'on clique sur le lien de son œuvre dans son site web, le film se télécharge automatiquement.

## Expositions
- 2022 :
  - Difference Machines: Technology and Identity in Contemporary Art, Galerie d'art Albright-Knox, Buffalo, New York, NY, États-Unis
  - When Onkwehón:we Visit the Queen, « Les illusions sont réelles », Le lieu, centre d'art actuel, Manif d'art 10 - Biennale de Québec, Québec, QC, Canada[25]
  - In Keeping With Myself | Fidèle à moi-même, Portrait Gallery of Canada
- 2021 : Homo Ludens: Videogames to understand the present, Fundación La Caixa, CaixaForum Madrid Paseo del Prado, Madrid, Espagne
- 2019 :
  - From Skyworld to Cyberspace. McIntosh Gallery, Université Western Ontario, London, Ontario, Canada[26]
- 2017 :
  - On Desire. B3 Biennial of the Moving Image, Francfort, Allemagne
  - Owerà: ke Non Aié: nahna | Combler les espaces vides. Galerie d'art Leonard & Bina Ellen, Université Concordia, Montréal, QC, Canada[27]
  - Teiakwanahstahsontéhrha '| Nous tendons les perches. VOX, centre de l'image contemporaine, Montréal, QC, Canada[28]
  - Skawennati: For the Ages. V Tape, Toronto, ON, Canada[29]
  - Tomorrow People. Oboro, Montréal, QC, Canada[30]
- 2015 : 
  - Now? Now!. Biennale of the Americas, Museum of Contemporary Art, Denver, CO, Canada
  - Memories of the Future. SAW Gallery, Ottawa, QC, Canada[31]
- 2014 :
  - Avant Canada. Brock University [32]
  - TimeTraveller ™. Niagara Artists Centre [33]
- 2013 : Ghost Dance: Resistance. Activism. Art. Ryerson Image Centre, Toronto, ON, Canada
- 2012 : We Are Here! Eiteljorg Contemporary Art Fellowship. Smithsonian National Museum of the American Indian, New York, NY, États-Unis
- 2011 : Close Encounters: The Next 500 Years. Plug In Institute for Contemporary Art, Winnipeg, MB, Canada [34]
- 2010 : Rashid & Rosetta 2. Festival HTMlles, Montréal, QC, Canada
- 2009 : Rashid & Rosetta . Co-présenté par Oboro et Studio XX, Montréal, QC, Canada[35]
- 2001 : Storybook Story.Art Gallery of Calgary, AB, Canada

## Commissariat
- Owerà: ke Non Aié: nahne / Combler les espaces vides / Filling in the Blank Spaces. Galerie d'art Leonard et Bina Ellen, Université Concordia, Montréal (2017)[36].

## Prix
Skawennati a remporté de nombreux prix, en particulier pour son projet TimeTraveller . En 2015, elle a représenté le Canada à la Biennale des Amériques.
Skawennati a été boursière d'art contemporain d'Eiteljorg en 2011 et lauréate du prix Best New Media à ImagineNATIVE en 2009 pour TimeTraveller  et en 2013 avec le collectif AbTeC pour Skahiòn:hati - La montée des Kanien'kenhá:ka Legends .